# Ambia flavalis
Ambia flavalis là một loài bướm đêm trong họ Crambidae.